# Бейпяозавр
Бейпяозавр (лат. Beipiaosaurus) — викопний рід динозаврів тероподів інфраряду теризинозаврів. Рештки були виявлені на території Китаю недалеко від міста Бейпяо в 1999 р. Час проживання нижня крейда (близько 125 млн років тому). Типовий вид — Beipiaosaurus inexpectus.

## Знахідки
У 2009 році оголошено про відкриття другого зразка, STM31-1, частковий скелет з черепом, у якого були виявлені подовжені широкі нитчасті пера. Вони були, ймовірно, порожнисті, жорсткі, овальні в перерізі, завширшки 3 мм і 6 дюймів завдовжки. Неясно, чи є вони передвісником пір'я або ж це справжні пір'я.
Всі описи дотепер дуже невеликі, докладне вивчення скелета досі відсутнє.

## Опис
Бейпяозавр досягав завдовжки більше 2 м, а заввишки — 90 см. Приблизна маса тіла — 80 кг. Бейпяозавр мав довгі кігті на передніх кінцівках, що характерне для теризинозаврів, а на задніх кінцівках було всього три опорних пальця, на відміну від інших представників родини, які мали по чотири. У глибині рота розташовувалися близько 40 зубів, сам же дзьоб був беззубий. Імовірно бейпяозавр харчувався або листям, плодами, або комахами. Судячи з наявних відбитків двох бейпяозаврів, виявлених у Китаї, були практично повністю покриті протопір'ям. Одиночні протопір'їни, що не мають розгалужень на всій своїй довжині, були досить довгі. Так в районі голови досягали від 10 до 15 см. Протопір'я бейпяозавра, очевидно, було не придатне для польоту, а служило, як у деяких сучасних птахів, для демонстраційної поведінки.